# David Morales
David Morales (* 21. srpna 1961 Brooklyn, New York) je americký diskžokej house music a hudební producent, držitel Ceny Grammy. Věnuje se také remixování popových skladeb do taneční podoby, hraných na klubové scéně. Má portorické předky.

## Hudební kariéra
Činnost producenta house music zahájil v roce 1993 s albem The Program, jež vyšlo u labelu Phonogram Records. Titulní singlem se stala píseň „Gimme Luv (Eenie Meenie Miny Mo)“, která strávila v srpnu 1993 dva týdny na čele žebříčku Billboard Dance Chart. V listopadu 2004 pak uvolnil u vydavatelství Data Records druhou studiovou desku 2 Worlds Collide.
Opakovaně byl označen za jednu z prvních diskžokejových superstar. Na přelomu 80. a 90. let měl pravidelná vystoupení v newyorských nightclubech the Loft, Paradise Garage a The Sound Factory, stejně tak se věnoval remixování na ibizské diskotéce Pacha. Vlastnil noční klub Montréalu. Serving also as the club's resident DJ, he was well known for his sets jenž byl uzavřen po požáru v červenci 2008. Ke znovuotevření došlo o rok později již s novými majiteli. Pracoval také jako model pro italský oděvní návrhářský dům Iceberg.

## Diskografie

### Alba
- 1993: The Program
- 2004: 2 Worlds Collide
- 2012: Changes

### Kompilační mixy
- 1994: United DJs of America, Vol. 4
- 1997: Ministry of Sound: Sessions Seven
- 2003: Mix The Vibe: Past-Present-Future
- 2011: Live & Remastered (druhé CD)

### Singly

#### David Morales
- 2001: „Winners“, spolupráce Jocelyn Brown
- 2003: „Make It Hot“, spolupráce DJ Pierre
- 2004: „How Would U Feel“, spolupráce Lea-Lorién
- 2005: „Feels Good“, spolupráce Angela Hunte
- 2005: „Here I Am“, spolupráce Tamra Keenan
- 2006: „Better That U Leave“, spolupráce Lea-Lorien
- 2006: „How Would U Feel '06“, spolupráce Lea-Lorien
- 2011: „You Just Don't Love Me“, spolupráce Jonathan Mendelsohn
- 2011: „Holiday“, spolupráce Polina
- 2012: „Golden Era“, spolupráce Róisín Murphy
- 2012: „Stay“, spolupráce Polina
- 2012: „Planet Called Love“, spolupráce Ultra Nate
- 2013: „7 Days“, spolupráce Tamra Keenan

#### The Bad Yard Club
spolu se Sly Dunbarem a Handel Tuckerem
- 1993: „Gimme Luv (Eenie Meeny Miny Mo)“, spolupráce Papa Sanem
- 1993: „Sunshine“, spolupráce Stanryck
- 1993: „Forever Luv“, spolupráce Anastacia
- 1993: „The Program“, spolupráce Papa San
- 1994: „In De Ghetto“, spolupráce Delta Bennett
- 1996: „In De Ghetto '96“, spolupráce Crystal Waters a Delta Bennett